# Liste der Burgen, Schlösser, Ansitze und wehrhaften Stätten in Rust (Burgenland)
Diese Liste nennt die Burgen, Schlösser, Ansitze und wehrhaften Stätten in Rust im Burgenland.
Sie enthält nur solche Anlagen, von denen bauliche Reste oder erkennbare Spuren im Gelände erkennbar sind. Restlos abgekommene Anlagen wurden daher ebenso wenig in diese Liste aufgenommen wie lediglich archäologisch nachgewiesene und aktuell oberflächlich nicht erkennbare Anlagen. Wehrkirchen wurden in die Liste aufgenommen, wenn noch Wehrmauern oder Schießscharten zu erkennen sind.

## Erklärung zur Liste
- Name: Name der Anlage.
- Gemeinde, Adresse, Lage: Zeigt an, in welcher Gemeinde das Gebäude steht; gegebenenfalls auch die Adresse. Geokoordinaten.
- Typ: Es wird der Gebäudetyp angegeben, wie Burg, Festung, Schloss, Gutshof, Wehrkirche, Wallanlage.
- Geschichte: geschichtlicher Abriss
- Zustand: Beschreibung des heutigen Zustands bzw. der Verwendung.
- Bild: Zeigt wenn möglich ein Bild des Gebäudes an.
- Denkmalschutz: Falls unter Denkmalschutz, führt ein Link zum Eintrag in der Denkmalliste.

## Liste
| Name                  | Gemeinde, Adresse, Lage             | Typ              | Geschichte                                  | Zustand                       | Bild | Denkmalschutz             |
| --------------------- | ----------------------------------- | ---------------- | ------------------------------------------- | ----------------------------- | ---- | ------------------------- |
| Fischerkirche Rust    | Rust Rust, bei Rathausplatz 18 Lage | Wehrkirche       |                                             | Teile der Wehrmauer erhalten. |      | 465                       |
| Stadtbefestigung Rust | Rust Rust Lage                      | Stadtbefestigung | 1614 errichtet (zuvor schon 1512 befestigt) | Stadtmauer teilweise erhalten |      | 469 471 477 486 495 17380 |